# Le Mort dans l'ascenseur
Le Mort dans l'ascenseur est une nouvelle policière de Stanislas-André Steeman publiée en 1931 dans le recueil Six hommes morts dans la collection Le Masque au no 84. 
La première partie du film à sketches Brelan d'as (1952) en est une adaptation.

## Résumé
Senterre reçoit la visite de son ami Nestor Gribbe, alias Thiénot. Au rez-de-chaussée, le concierge de l'immeuble conduit ce dernier jusqu'à l'ascenseur et en referme les portes. Or, quand l'ascenseur s'ouvre à l'étage, Nestor Gribbe est mort, poignardé à l'aide d'un stylet à manche d'argent. Venu à la rencontre de son ami, Senterre découvre le cadavre de son ami debout dans l'ascenseur, mais nul trace de son assassin. Gribbe est le troisième de la liste des six victimes annoncées. Mr Wens, qui arrive sur les lieux, résout le mystère en un clin d'œil, mais ne parvient pas à empêcher la fuite du criminel qui a maintenant la possibilité de parachever sa funeste série d'assassinats.